# August Crelle
August Leopold Crelle, född 11 mars 1780 i Eichwerder vid Wriezen, död 6 oktober 1855 i Berlin, var en tysk matematiker och ingenjör.
Crelle blev 1815 geheimeöverbyggnadsråd och 1824 medlem av överbyggnadsdirektionen i Berlin. De flesta mellan 1816 och 1820 i Preussen uppförda chausséerna byggdes under hans ledning, varjämte järnvägslinjen Berlin-Potsdam anlades av honom.
Av hans skrifter kan nämnas: Versuch einer allgemeinen Theorie der analytischen Facultäten (1823), Handbuch des Feldmessens und Nivellirens (1826) och Lehrbuch der Elemente der Geometrie etc. (1825-27). 
Hans egna matematiska arbeten var ej betydande, men såsom grundläggare av "Journal für die reine und angewandte Mathematik", vilken ofta kallades endast Crelles Journal och  utgavs av honom 1826-55, hade stor betydelse för den matematiska vetenskapen. Han gav också ett mycket starkt stöd åt den unge Niels Henrik Abel. Han utgav även "Journal für die Baukunst" (1829-51).
Crelle blev 1828 ledamot av Preussiska vetenskapsakademin och invaldes 1841 som utländsk ledamot av Kungliga Vetenskapsakademien.